# Championnat des îles Cook de football
Le championnat des îles Cook de football ou en anglais Cook Islands Round Cup ou, depuis 2021, Tower Insurance Premiership est une compétition de football placée sous l'égide de la fédération des îles Cook de football qui a été créée en 1971.
Les six clubs de l'île de Rarotonga sont rassemblés au sein d'une poule unique et s'affrontent deux fois au cours de la saison, qui est disputée entre septembre et décembre. Il n'y a ni promotion, ni relégation en fin de saison. Le vainqueur du championnat se qualifie pour le tour préliminaire de la Ligue des champions de l'OFC.

## Palmarès
- 1971 : Titikaveka FC
- 1972 : Titikaveka FC
- 1973 : Titikaveka FC
- 1974 : Titikaveka FC
- 1975 : Titikaveka FC
- 1976 : Titikaveka FC
- 1977 : Titikaveka FC
- 1978 : Titikaveka FC
- 1979 : Titikaveka FC
- 1980 : Avatiu FC
- 1981 : Titikaveka FC
- 1982 : Titikaveka FC
- 1983 : Titikaveka FC
- 1984 : Titikaveka FC
- 1985 : Arorangi FC
- 1986 : inconnu
- 1987 : Arorangi FC
- 1988 : inconnu
- 1989 : inconnu
- 1990 : inconnu
- 1991 : Avatiu FC
- 1992 : Tupapa Maraerenga FC
- 1993 : Tupapa Maraerenga FC
- 1994 : Avatiu FC
- 1995 : PTC Coconuts
- 1996 : Avatiu FC
- 1997 : Avatiu FC
- 1998 : Tupapa Maraerenga FC
- 1999 : Avatiu FC
- 2000 : Nikao Sokattack
- 2001 : Tupapa Maraerenga FC
- 2002 : Tupapa Maraerenga FC
- 2003 : Tupapa Maraerenga FC
- 2004 : Nikao Sokattack
- 2005 : Nikao Sokattack
- 2006 : Nikao Sokattack
- 2007 : Tupapa Maraerenga FC[2]
- 2008 : Nikao Sokattack
- 2009 : Nikao Sokattack
- 2010 : Tupapa Maraerenga FC
- 2011 : Tupapa Maraerenga FC
- 2012 : Tupapa Maraerenga FC
- 2013 : Puaikura FC
- 2014 : Tupapa Maraerenga FC
- 2015 : Tupapa Maraerenga FC
- 2016 : Puaikura FC
- 2017 : Tupapa Maraerenga FC
- 2018 : Tupapa Maraerenga FC
- 2019 : Tupapa Maraerenga FC
- 2020 : Tupapa Maraerenga FC
- 2021 : Nikao Sokattack
- 2022 : Tupapa Maraerenga FC
- 2023 : Tupapa Maraerenga FC
- 2024 : Tupapa Maraerenga FC